# رود ساراسواتی

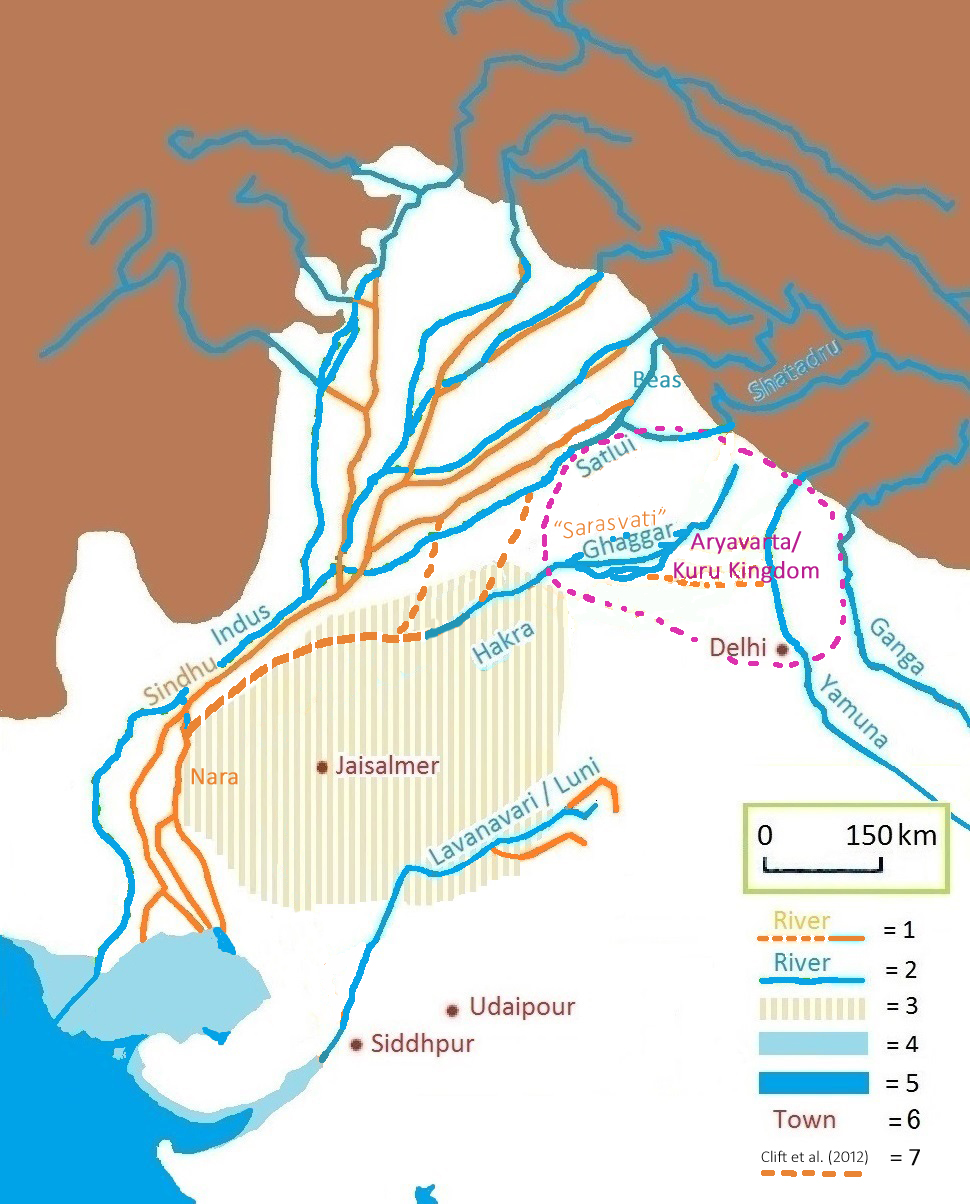
نمایی از محل رود ساراسواتی در نقشهٔ جغرافیایی - ۲۰۲۱

رود ساراسواتی (سانسکریت: सरस्वती नदी/سَرَسوتی نَدی) یکی از رودهای اصلی در ریگ‌ودا کهن‌ترین نوشته‌های آئین هندو است. ساراسواتی٬ ایزدبانو دانش، شناخت، موسیقی و هنر در آئین هندو را در ودا، بدین نام خوانده‌اند. معمولاً رود ساراسواتی را با رود ارغنداب ولایت قندهار افغانستان همانند می‌دانند که در سرزمین باستانی رخج (اوستایی: هرخوائیتی، سانسکریت: ساراسواتی) شناخته شده بود.